# Formica pitoni
Formica pitoni é uma espécie de formiga do gênero Formica, pertencente à subfamília Formicinae.